# Vancomycin
Vancomycin ist ein Antibiotikum aus der Wirkstoffgruppe der Glykopeptid-Antibiotika. Es wurde 1955 aus Kulturen von Amycolatopsis orientalis (Streptomyces orientalis) isoliert, und ab 1980 als wirksame Alternative gegen multiresistente Staphylokokken eingesetzt. Staphylokokken kommen neben Enterokokken häufig in Krankenhäusern als Verursacher nosokomialer Infektionen vor. Vancomycin ist ein Antibiotikum der dritten Linie, das eingesetzt wird, wenn andere Mittel aufgrund von Resistenz nicht mehr wirksam sind. Vom Darm wird es nicht aufgenommen, was man sich bei der antibiotikaassoziierten Kolitis zunutze machen kann.

## Wirkungsmechanismus
Vancomycin hemmt den Aufbau der Bakterien-Zellwand, indem es mit den endständigen L-Lysin-D-Alanyl-D-Alanin-Gruppen des bakteriellen Zellwandbestandteils Murein einen Komplex bildet. Damit blockiert es die Bausteine der Quervernetzung der Zellwand grampositiver Bakterien durch eine Brücke aus fünf Glycinresten (Pentaglycinbrücke/Pentapeptidseitenkette), sodass bestimmte für die Quervernetzung bedeutsame Bausteine (N-Acetylglucosamin, N-Acetylmuraminsäure) nicht mehr in die wachsende Bakterienzellwand eingebaut werden. Der Wirkmechanismus von Vancomycin als Glycopeptid beruht nicht auf der Bindung an die Transglykosylase. Da Bakterien einen relativ hohen osmotischen Druck haben, kann die Zellwand ohne die Vernetzung diesem Druck nicht standhalten, und das Bakterium platzt.

## Synthese
Glycosyltransferasen GtfB glycosylieren in Tandemaktion den Präkursor zum wirksamen Vancomycin.

## Verwendung

### Systemische Behandlung
Die Anwendung von Vancomycin erfolgt als intravenöse Infusion oder Injektion zur Behandlung schwerer Infektionen durch grampositive Erreger, die gegen andere Antibiotika resistent sind (z. B. Oxacillin-resistenter Staphylococcus aureus). Vancomycin galt lange als letzte Hoffnung zur Behandlung lebensbedrohlicher Infektionen durch grampositive kugelförmige Bakterien (Kokken), als Reserveantibiotikum. Diese Hoffnung endete 1987, als Vancomycin-resistente Enterokokken (VRE) in den Krankenhäusern auftraten.
Seit einigen Jahren gilt Linezolid als Reserveantibiotikum (Last line of defense).
Eine weitere Anwendung findet Vancomycin in der perioperativen Antibiotikaprophylaxe, z. B. bei Implantation eines Portkatheters bei gleichzeitig bestehender Neutropenie.
Bei gleichzeitiger Therapie mit Aminoglykosiden, bei Patienten mit instabiler Nierenfunktion, dialysepflichtigen Patienten oder bei hoher Dosierung und längerer Therapiedauer sowie bei schweren Infektionen sind die Serumspiegel (Spitzenspiegel: 30–40 mg/L; Talspiegel: 10–15 mg/L) von Vancomycin zu kontrollieren.

### Nebenwirkungen
Insbesondere bei schneller Infusion kann es zu einer generalisierten Rötung der Haut kommen. Dieses wurde bei der Erstbeschreibung 1959 als red man syndrome bezeichnet. Wegen der rassistischen Implikation wurde vorgeschlagen, eine Umbenennung in "Vancomycin-Flush-Reaktion" vorzunehmen. Diese Nebenwirkung lässt sich mit Antihistaminika beherrschen und muss von einer echten Allergie unterschieden werden. Nach einer "Vancomycin-Flush-Reaktion" kann im Notfall Vancomycin mit langsamer Infusion und Histamin-Gabe erneut verwendet werden.
Zusätzlich gibt es echte allergische Reaktionen wie die IgE-vermittelte Typ-I-Hypersensitivität, die verzögerte Typ-II-Hypersensitivität, die lineare, bullöse IgA-Dermatose (LABD) und den medikament-induzierten Ausschlag mit Eosinophilie und Allgemeinsymptomen.
Weitere mögliche Nebenwirkungen sind eine Schädigung der Nieren (Nephrotoxizität oder akute interstitielle Nephritis), eine Verschlechterung des Gehörs (Ototoxizität) und Blutbildveränderungen (Neutropenie, Thrombozytopenie).

### Topische Behandlung
Vancomycin wirkt sehr gut bei antibiotikaassoziierter pseudomembranöser Enterocolitis durch Clostridioides difficile. Das im Darm nicht resorbierbare Antibiotikum wird dazu oral verabreicht. Das wesentlich preisgünstigere Metronidazol wurde früher bei der pseudomembranösen Enterocolitis in erster Linie eingesetzt, mit dem es auch weniger Probleme mit Resistenzentwicklungen (Vancomycin-resistente Enterokokken, VRE) gab.

## Resistenzbildung

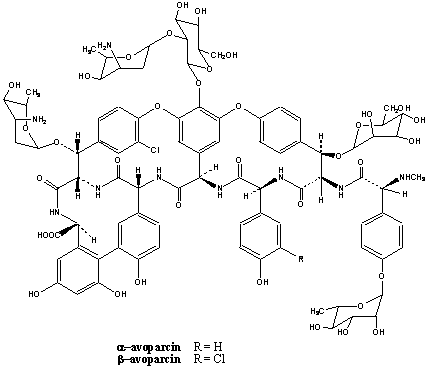
Avoparcin

Vancomycin-Resistenz ist zum Teil auf die Expression einer alternativen D-Alanyl:D-Alanin-Ligase zurückzuführen. Dieses alternative Enzym ligiert D-Lactat anstelle von D-Alanin, was zu einem (–OH)- anstelle eines (–NH2)-Terminus führt. Dadurch wird die Bindung von Vancomycin verhindert und die Vernetzung des Mureins über eine Depsipeptidbindung ermöglicht. Eine andere Art der Resistenzbildung ist die Expression einer D-Ala:D-Ser-Ligase anstelle der D-Ala:D-Ala-Ligase.
Als Auslöser für die Verbreitung Vancomycin-resistenter Enterokokken gilt der Wachstumsbeschleuniger Avoparcin, der strukturelle Ähnlichkeit zu Vancomycin aufweist. Er wurde bis 1996 in Deutschland in der Tiermast verwendet. Seit 1997 darf Avoparcin in der Europäischen Union nicht mehr als Futtermittelzusatz benutzt werden.

## Forschungsansätze zur Resistenzüberwindung
Das vermehrte Auftreten antibiotikaresistenter Bakterien verlangt nach Innovationen in der Antibiotikaentwicklung. Publizierte Strategien zur Bekämpfung bakterieller Infektionen beinhalten unter anderem den Einsatz von Bakteriophagen, monoklonalen Antikörpern, antimikrobiellen Peptiden sowie modifizierten Nanopartikeln. Eine vielversprechende Strategie zur Entwicklung neuer antibiotischer Substanzen beschäftigt sich mit der strukturellen Modifizierung bereits zugelassener Antibiotika. Verschiedene Forschungsgruppen beschäftigen sich derzeit mit chemischen Modifikationen von Vancomycin, um dessen Wirkung auf antibiotikaresistenten Keimen zu verbessern.
2018 publizierte ein Team der Universität von Queensland von Vancomycin-Modifikationen mit peptidischen elektrostatischen Effektor Sequenzen kombiniert mit lipophilen Membranankern, die die Aktivität des synthetisierten Konjugats gegen MRSA und anderen Gram-positiven Bakterien erhöhen.
Weitere Forschungsgruppen verfolgen die Modifikation mit einzelnen kationischen Resten, wie quartären Ammonium oder Sulfonium-Verbindungen in Kombination mit lipophilen Gruppen.
Eine Gruppe des Scripps Research Institute beschäftigt sich ebenfalls mit der Überwindung von Vancomycin-Resistenzen. Die unterschiedlichen Ansätze sind in der folgenden Übersichtsarbeit zusammengefasst.
Im Jahr 2018 entwickelte eine Forschergruppe der Universität von Stanford ein Octa-D-Arginin Vancomycin Konjugat, welches in der Lage war MRSA in Biofilmen und Wundinfektionsmodellen zu neutralisieren.
2020 wurden die Ergebnisse einer Arbeitsgruppe an der Universitätsklinik Heidelberg veröffentlicht, die zeigen, dass durch eine vergleichsweise einfache Modifikation mit einem kationischen Oligopeptid, bestehend aus sechs Arginin-Einheiten in der Position VN, auch Vancomycin-resistente Bakterienstämme abgetötet werden können. Gegenüber unmodifiziertem Vancomycin konnte die Aktivität um den Faktor 1 000 gesteigert werden. Der Wirkstoff ist noch in der präklinischen Entwicklung und deshalb noch Jahre von einer möglichen Zulassung entfernt.
2019 und 2021 berichteten Gruppen von Forschern, dass die Modifikation mit einem einzigen Arginin-Rest ebenfalls die Wirkung gegen Gram-negative E. coli Bakterien verbesserte.

## Fertigarzneimittel
Vancomycin wurde von Eli Lilly entwickelt und ab 1955 im Markt eingeführt, zunächst in den USA. Arzneilich verwendet wird ausschließlich das wasserlösliche Vancomycinhydrochlorid, entweder als Pulver zur Herstellung einer Infusionslösung (für die systemische Therapie) sowie als Pulver zur Herstellung einer Lösung zum Einnehmen oder als Kapsel (für die topische Therapie).
Vancomycinhaltige Arzneimittel sind unter dem Markennamen Vancocin („Lilly“) und unter dem generischen Namen (Freinamen) auf dem Markt (z. B. Vancomycin CP Lilly seit 1960).